# Linda Blanchet
Linda Blanchet, née le 17 novembre 1977 à Nice, est une metteuse en scène, comédienne et dramaturge. Elle fonde en 2007 la Compagnie Hanna R.

## Biographie
Née dans une famille où rôdent les fantômes de la Seconde Guerre mondiale, Linda Blanchet entreprend des études de piano au Conservatoire de Nice. Bifurquant, elle part aux États-unis où elle obtient un master de l'Université de Berkeley (Californie) puis revient en France pour terminer un master de mise en scène et dramaturgie de l’Université de Nanterre. En 2018, elle intègre l’atelier documentaire de la FEMIS.
Dès 2003, elle monte des pièces de théâtre : à Berkeley d'abord, puis à Nice, Marseille et Paris. Elle fait également de l'assistanant à la mise en scène, en particulier pour Daniel Benoin, Alfredo Arias, Pierre Pradinas. Autrice, elle coadapte de l'anglais John Cassavetes (Faces) et Jerry Sterner (Other People’s Money). Comédienne, elle joue sous la direction de Daniel Mesguich, Alfredo Arias, Daniel Benoin...
En 2007, elle fonde la Compagnie Hanna R, avec qui elle s’intéresse à l’autofiction et au récit de soi au théâtre, utilisant des matériaux documentaires et brouillant la frontière entre fiction et réalité. Le magazine Le Point dit par exemple de l'un de ses spectacles (Le voyage de Miriam Frisch) qu'il s'agit d'« Un ovni théâtral sur lequel on peut embarquer sans crainte » De même, pour sa pièce Killing Robots, la metteuse en scène renverse la perspective : « Mais plutôt que de se demander si l'on peut faire confiance aux robots, Linda Blanchet se demande à l'inverse si l'on peut faire confiance en l'homme. »
Depuis 2019, elle fait partie des artistes associés de la Ruche au Zef – Scène nationale de Marseille et est en résidence au Théâtre de la Joliette.
Linda Blanchet met également en scène plusieurs spectacles jeune public (Théâtre Dunois, Philharmonie à Paris, Conservatoire de Boulogne-Billancourt), et enseigne (histoire de la mise en scène, analyse dramaturgique, pratique théâtrale) à l'Université de Nanterre, à l'Université de Paris 8, ou à l'Université de Nice.

## Œuvre

### Mises en scène
- 2003 : Comédie, de Samuel Beckett, à Berkeley[2]
- 2003 : No exit, de Samuel Beckett, à Berkeley[2]
- 2007 : Personne ne voit la vidéo, de Martin Crimp, au Théâtre national de Nice et au Théâtre national de Marseille
- 2009 : Making of, d'après Claire Legendre, au Théâtre national de Nice
- 2010 : L’homme des plages, d'après Patrick Modiano (Rue des boutiques obscures) et Hanoch Levin (Que d'espoir !), au Théâtre national de Nice
- 2011 : Swing Café, Conservatoire à rayonnement régional de Boulogne-Billancourt
- 2014 : Un homme qui dort (comment le réveiller ?), d’après Georges Perec, au Chien qui fume (Avignon)
- 2017 : Le voyage de Miriam Frisch, de Linda Blanchet (en collaboration), au Théâtre Obliques (Brest), puis à Nice, Cannes, Nîmes, Paris, Avignon, Marseille, Villefranche-sur-Saône, Lyon
- 2018 : Maintenant ou jamais, de Linda Blanchet, au Théâtre national de Nice[5]
- 2019 : Killing Robots, de Linda Blanchet, au Théâtre national de Nice, puis à Nantes, Enghien-les-Bains, Lyon, Aix-en-Provence, Nîmes, Cannes, Marseille, Privas
- 2019 : Le Carnaval des animaux sud-américains, de Carl Norac, au Théâtre Dunois (Paris), puis Villeneuve-Saint-Georges, Marly-le-Roi, Boulogne-Billancourt, Ivry, Nogent-sur-Marne, Marne-la-Vallée, Nanterre et Sèvres[6]
- 2023 : ADN/Histoires de familles (titre provisoire), de Faustine Noguès et Linda Blanchet, au Théâtre Joliette-Minoterie (Marseille)
- 2024 : Le dernier jour du robot auto-stoppeur, au Théâtre Jean Le Bleu (Manosque)

### Assistanat à la mise en scène
- 2008 : La jalousie du barbouillé et Le Médecin volant, de Molière, mise en scène de Pierre Pradinas
- 2015 : Le souper, de Jean-Claude Brisville, mise en scène par Daniel Benoin, Théâtre de la Madeleine (Paris)
- 2015 : Les glaciers grondants, de David Lescot, mise en scène par David Lescot
- 2017 : La flûte enchantée, de Wolfgang Amadeus Mozart, mise en scène par David Lescot
- 2018 : Les ondes magnétiques, de David Lescot, mise en scène par David Lescot, au Théâtre du Vieux-Colombier (Paris)
- 2020 : Les châtiments, de Brice Pauset, mise en scène par David Lescot
- 2020 : J'entends des voix, de David Lescot, mise en scène par David Lescot
- 2023 : L'élixir d'amour, d'après Eugène Scribe, mise en scène par David Lescot

### Traductions
- 2004 : ADA, l'argent des autres, d’après Jerry Sterner (Other People’s Money, 2000), mis en scène par Daniel Benoin
- 2007 : Faces, de John Cassavetes, mis en scène par Daniel Benoin

### Adaptations
- 2009 : ADA, l'argent des autres, d’après Jerry Sterner
- 2007 : Faces, de John Cassavetes, mis en scène par Daniel Benoin
- 2010 : L’homme des plages, d'après Patrick Modiano (Rue des boutiques obscures) et Hanoch Levin (Que d'espoir !)
- 2014 : Un homme qui dort (comment le réveiller ?), d’après Georges Perec

### Écriture
- 2017 : Le voyage de Miriam Frisch (en collaboration)
- 2018 : Maintenant ou jamais
- 2019 : Killing Robots

### Rôles
- 2005 : Maître Puntila et son valet Matti, de Bertolt Brecht mise en scène Daniel Benoin
- 2005 : Actes de Tchekhov, d'après Anton Tchekhov, mise en scène Daniel Mesguich
- 2005 : Mère et fils, de René de Ceccatty, mise en scène Alfredo Arias
- 2008 : Monsieur Satie, Automne musical et des Jeunesses musicales de France